# ASCII
ASCII (акроним от английски: American Standard Code for Information Interchange – „Американски стандартен код за обмен на информация“, чете се „аски“) е символна кодова таблица на основата на латинската азбука. ASCII кодът служи за представяне на текст в компютрите и други комуникационни и управляващи устройства. Всички съвременни устройства, използващи писмени знаци, поддържат ASCII, както и множество допълнителни символи. До 2007 ASCII е най-използваната символна таблица в World Wide Web (WWW), но след това я измества UTF-8, която е надмножество на ASCII.
ASCII е разработен въз основа на някои телеграфни кодове. Работата по стандарта започва на 6 октомври 1960 г., когато е първото събрание на Американската асоциация за стандартизация, подкомитет X3.2. Първото издание на стандарта, публикувано през 1963 г., преминава през сериозни промени през 1967 г., а най-скорошната актуализация е през 1986 г. В сравнение с по-ранните телеграфни кодове, подреждането на знаците в ASCII е по-удобно за сортиране на списъци и за устройства, различни от телепринтерите.
ASCII дефинира кодове за 33 непечатими контролни символа (които служат за управление на устройства за обработка на текст) плюс следните 95 печатими символа (първият от които е знакът интервал):
```
 !"#$%&'()*+,-./
0123456789:;<=>?
@ABCDEFGHIJKLMNO
PQRSTUVWXYZ[\]^_
`abcdefghijklmno
pqrstuvwxyz{|}~

```

## Въведение
ASCII определя еднозначно съответствие между двоични кодове и писмени знаци (глифи), правейки възможна обмяната на текстова информация между отделни цифрови устройства, както и нейното съхраняване в тези устройства. Важно е да се отбележи, че ASCII определя съответствие между кода и семантичната стойност на глифа, а не негова конкретна реализация. Компютърните шрифтове определят реализациите на глифите. Да вземем за пример главната латинска буква A – нейният двоичен код е 0100 0001, което е 65 в десетичен код. В един обикновен текстов файл в ASCII код тя ще бъде представена именно с този код – 65. Но за да се изобрази на екрана, е нужен шрифт, който от своя страна съпоставя на този код някакво изображение. Това изображение е различно при отделните шрифтове, но смисълът му е един и същ – главна латинска буква A.
ASCII е 7-битов код, което означава, че може да представи 128 символа. Той често се допълва до 8 бита чрез добавяне на една или повече допълнителни азбуки (освен латинската). По времето на своето създаване за изход на текст са се използвали предимно печатащи устройства. Затова в ASCII се съдържат и контролни кодове, уточняващи начина, по който да се отпечатат символите.

## История
Американският стандартен код за обмен на информация се разработва под ръководството на Американската асоциация за стандартизация (наричана комитет X3), от подкомитета X3.2, а по-късно – от подкомитета X3.2.4. След като се преименува, днес Американската асоциация за стандартизация се нарича Американски институт за стандартизация

### Преди ASCII
През 60-те години на XX век липсва общ стандарт и всеки производител на хардуер използва собствен код. По това време има над шестдесет различни начина за представяне на символи, но различните машини не могат да обменят информация поради различното представяне на буквите, цифрите и другите символи. Само IBM използва девет различни поредици от символи за различните си устройства.

### 1961 – Започване на работата
Боб Бъмър – програмист в IBM, наричан баща на ASCII – обръща внимание, че с използването на девет различни стандарта машините на IBM не могат да комуникират помежду си, а още по-малко с машините от останалия свят. През май 1961 г. той предлага на Американския институт за стандартизация да се въведе и използва общ стандарт между компютрите. За работа по проекта се създава подкомитет X3.2, съставен от представители на повечето производители на компютри.

### 1963 – Годината на раждане на ASCII
Всеки от производителите настоява да запази своя начин на представяне на символите. Повече от две години са нужни на комитета, за да постигнат съгласие за един общ код. Подкомитетът X3.2 разработва ASCII на базата на по-ранните системи за кодиране на телепринтерите. Подобно на други символни кодировки, ASCII определя съответствие на цифровите битови шаблони със символи (печатими и непечатими). Това позволява на кодиращите устройства да обменят, обработват и запазват информация в символен вид. За да включи 26-те латински букви, 10-те арабски цифри и специалните символи (от 11 до 25 при различните тогавашни кодировки), новият код трябвало да съдържа над 64 знака.
Обсъждало се е да бъде вкарана променяща функция, която да позволи над 64 знака да бъдат представени в 6-битов код. Това би направило кодировката по-икономична, но по-малко надеждна за предаване на данни, тъй като грешка в променящия код ще направи данните нечетими. Това предложение се отхвърля и се решава, че ASCII ще бъде 7-битов код.
Комитетът обсъжда и 8-битов код, тъй като това би позволило два 4-битови шаблона за ефективно представяне на двоично кодирано десетично число. Само че това би изисквало при всеки обмен на данни да се пращат осем бита, дори когато седем са достатъчни. За да се намалят разходите по изпращане на данни, комитетът избира 7-битов код.
Първата публикация на ASCII става през 1963 г. от комитета като били оставени 28 символа без предназначение за по-късна стандартизация. Дебатирало се е дали да бъдат вкарани още контролни символи вместо малките букви от английската азбука, но било взето решение малките букви да бъдат вкарани на 6 – 7 колона. Това породило разлика между битовите шаблони на малките и големите букви с един бит, което опростило намирането на сходство между две букви, без да се има предвид дали е малка или голяма буква, по-лесно, а също улеснило правенето на принтери и клавиатури.

### 1963 – 1964 – Първи опит за прилагане на ASCII
За първи път с търговска насоченост ASCII е използван на 7-битов телепринтерски код за мрежата TWX (TeletypeWriter eXchange) на „American Telephone and Telegraph Company“ (АТ§Т) през 1963. От 1963 до 1964 Ай Би Ем работят здраво по новата си операционна система/360 (OС/360), но когато операционната система била готова станало ясно, че няма да успеят да завършват принтерите и перфокартите навреме за официалното пускане на системата на пазара. Това, което се опитали да направят е да дадат възможност на операционната система да превключва между ASCII и EBCDIC (8-битова кодировка използвана от Ай Би Ем), но начинанието завършило с неуспех.

### ASCII между 1964 – 1981
След проваления опит на Ай Би Ем да прокара общ стандарт в технологиите си се създава дупка от 18 години, в които не се чува нищо за ASCII. Работата на производители продължава по същия начин, както преди създаването на ASCII, а единствения компютър използвал този стандарт през тези 18 години е UNIVAC 1050.

### 1981 – Завръщането на ASCII
Първият компютър на Ай Би Ем бил произведен през тази година и отбелязва началото на използването на ASCII в компютрите. Това е най-важното събитие за стандарта, който предстои да се превърне в глобално използван. Оттогава нататък всеки един компютър е правен така, че да е възможно най-съвместим с ASCII. Възникват и разширени стандарти, които отново са ASCII базирани.
ASCII е все още използван, изключвайки „Windows“ машините, които използват уникод.

## ASCII контролни символи
Първоначално ASCII таблицата е създадена за обмен на информация между терминали и периферни устройства. ASCII запазва първите 32 символа (кодове с номера 0 – 31) за контролни знаци: служещи да контролират устройства (като принтери), които ползват ASCII за да предоставят мета-информация за потоци от данни, обработвани и съхранявани на различни видове носители. Например, код 10 представлява функция за „нов ред“ (което кара принтера да подава хартия), а код 8 представлява „връщане назад“.
Едно от първите устройства ползващи ASCII e Теле-шрифт модел 33 ASR, което е било терминал за печат с перфо-лента с опция четене и писане. Перфо-лентата е била много популярно средство за дългосрочно съхранение на данни до 1980 г. – значително по-евтини и в някои отношения по-стабилни носители от магнитна лента. Теле-шрифт Model 33 ползва кодове 17 (Control-Q, DC1, известен също като XON), 19 (Control-S, DC3, известен също като XOFF) и 127 (Изтриване), които дефакто стават стандарти. В модела 33 за пръв път е използвана и звуковата индикация Control-G (BEL) – конструирана със звънец, който се задейства механично, като получи BEL символ.
Някои видове софтуер дават специални значения на ASCII символите, изпращани от терминала до софтуера. Операционните системи от Digital Equipment Corporation, например, тълкуват DEL като команда „изтрии последно въведения символ“. Тази интерпретация също се използва често при Unix системи. Повечето други системи, използват BS вместо DEL за тази функция, а DEL означава „изтрии символа на мястото на курсора“. Символът „escape“ (код 27) е първоначално замислян да изпраща контролни символи като литерали, вместо да извиква тяхното значение. Същото значение на „escape“ се среща и в URL кодирането, низове в езика C и други системи, в които определени символи имат запазено значение. С времето, това значение е било променено.
Поради появилите се с времето интерпретации на контролните символи неминуемо се появяват и проблеми при прехвърляне на файлове между системите. Най-добрия пример за това е проблемът с „новия ред“ на различни операционни системи.
В библиотеките на С и конвенциите на Unix, символът „null“ се използва да се прекрати символен низ. Такива низове са познати като „ASCIIZ“ като „Z“ представлява „0“ (zero).
В днешно време идеята за ASCII таблицата е доразвита и управлението на потоците от данни става с форматиращи файлове, езици за управление на устройства (като PostScript) и стандартни протоколи. Поради тази причина много от контролните символи вече или изобщо не се използват или се използват не по първоначалното им предназначение.

## ASCII контролни символи – диаграма
| Binary    | Oct | Dec | Hex | Съкр. | ИП | КК | Английски                     | Български                       | Описание |
| --------- | --- | --- | --- | ----- | -- | -- | ----------------------------- | ------------------------------- | --- |
| 0000 0000 | 000 | 0   | 00  | NUL   | ␀  | ^@ | NULL                          | Празен символ                   | Този символ не прави нищо. Някои терминали го изобразяват като интервал, но това е неправилно. |
| 0000 0001 | 001 | 1   | 01  | SOH   | ␁  | ^A | Start of Heading              | Начало на заглавие              | В днешно време се използва в маршрутизатори на CISCO. |
| 0000 0010 | 002 | 2   | 02  | STX   | ␂  | ^B | Start of Text                 | Начало на текст                 | В днешно време се използва в маршрутизатори на CISCO. |
| 0000 0011 | 003 | 3   | 03  | ETX   | ␃  | ^C | End of Text                   | Край на текст                   | При въвеждане в терминала обикновено се интерпретира като сигнал за презареждане. |
| 0000 0100 | 004 | 4   | 04  | EOT   | ␄  | ^D | End-of-transmission character | Край на предаване               | Unix ситемите го интерпретират като край на входните данни. Текущата програма е прочела данните от терминала приключва четенето и обработва цялата информация до символа ^D.                                                                           |
| 0000 0101 | 005 | 5   | 05  | ENQ   | ␅  | ^E | Enquiry                       | Повикване                       | Използва се в телетайпните системи (теграфи). |
| 0000 0110 | 006 | 6   | 06  | ACK   | ␆  | ^F | Acknowledgement               | Потвърждение                    | Използва се в телетайпните системи (теграфи). |
| 0000 0111 | 007 | 7   | 07  | BEL   | ␇  | ^G | Bell                          | Звънец                          | Ако принтера или терминала получи таккъв символ той не отпечатва нищо, но произвежда звуков сигнал. |
| 0000 1000 | 010 | 8   | 08  | BS    | ␈  | ^H | Backspace                     | Връщане назад                   | Премества позицията на печатното устройство един символ назад. |
| 0000 1001 | 011 | 9   | 09  | HT    | ␉  | ^I | Horizontal Tab                | Хоризонтална табулация          | Премества позицията на печатното устройство към следваща позиция. |
| 0000 1010 | 012 | 10  | 0A  | LF    | ␊  | ^J | Line feed                     | Нов ред                         | Премества позицията за печат един ред надолу или разделя текстов файл в Unix системите. |
| 0000 1011 | 013 | 11  | 0B  | VT    | ␋  | ^K | Vertical Tab                  | Вертикална табулация            | Премества печатното устройство в следващата позиция по вертикал. |
| 0000 1100 | 014 | 12  | 0C  | FF    | ␌  | ^L | Form feed                     | Следваща страница               | Изтрива печата на текущата страница и започва печат на следващата. На терминалните устройства този символ обикновено е еквивалентен на изчистване на екрана.                                                                                           |
| 0000 1101 | 015 | 13  | 0D  | CR    | ␍  | ^M | Carriage return               | Връщане в изходно положение     | Премества печатащата глава на принтера в крайно ляво – изходно положение. |
| 0000 1110 | 016 | 14  | 0E  | SO    | ␎  | ^N | Shift Out                     | Режим на въвеждане              | Превключва режима на въвеждане на текущия език. |
| 0000 1111 | 017 | 15  | 0F  | SI    | ␏  | ^O | Shift In                      | ACSII режим на въвеждане        | Превключва на латински режим на писане. |
| 0001 0000 | 020 | 16  | 10  | DLE   | ␐  | ^P | Data Link Escape              | Игнориране на управляващ символ | Означава, че следващия символ трябва да се приеме буквално, а не като управляващ. |
| 0001 0001 | 021 | 17  | 11  | DC1   | ␑  | ^Q | Device Control 1 (или XON)    | Управление на устройство код 1  | Разрешава на терминала да продължи да приема данни. |
| 0001 0010 | 022 | 18  | 12  | DC2   | ␒  | ^R | Device Control 2              | Управление на устройство код 2  | |
| 0001 0011 | 023 | 19  | 13  | DC3   | ␓  | ^S | Device Control 3 (или XOFF)   | Управление на устройство код 3  | Временно да прекрати приемането на данни. |
| 0001 0100 | 024 | 20  | 14  | DC4   | ␔  | ^T | Device Control 4              | Управление на устройство код 4  | |
| 0001 0101 | 025 | 21  | 15  | NAK   | ␕  | ^U | Negative Acknowledgement      | Отрицателно потвърждение        | Означава, че устройството е заето. |
| 0001 0110 | 026 | 22  | 16  | SYN   | ␖  | ^V | Synchronous Idle              | Синронен режим                  | Синхронизиран обмен на данни. |
| 0001 0111 | 027 | 23  | 17  | ETB   | ␗  | ^W | End of Trans. Block           | Край на блока на предаване      | |
| 0001 1000 | 030 | 24  | 18  | CAN   | ␘  | ^X | Cancel                        | Отмяна                          | Данните, които са дошли преди този символ са некоректни. |
| 0001 1001 | 031 | 25  | 19  | EM    | ␙  | ^Y | End of Medium                 | Край на носителя                | Използва се например, ако е свършила перфолентата. |
| 0001 1010 | 032 | 26  | 1A  | SUB   | ␚  | ^Z | Substitute                    | Замяна                          | Поставя се на мястото на символи, които са били изгубени при приемането на данните. В MS-DOS се използва за край на текстов файл и край на входящата от конзолата информация. Някои текстови редактори под DOS го добавят автоматично в края на файла. |
| 0001 1011 | 033 | 27  | 1B  | ESC   | ␛  | ^[ | Escape                        | Алтернативен регистър           | Следващия символ има значение различно от значението му определено от ASCII. |
| 0001 1100 | 034 | 28  | 1C  | FS    | ␜  | ^\ | File Separator                | Файлов разделител               | |
| 0001 1101 | 035 | 29  | 1D  | GS    | ␝  | ^] | Group Separator               | Разделител на групи             | |
| 0001 1110 | 036 | 30  | 1E  | RS    | ␞  | ^^ | Record Separator              | Разделите на записа             | |
| 0001 1111 | 037 | 31  | 1F  | US    | ␟  | ^_ | Unit Separator                | Разделител по полета            | |
| 0111 1111 | 177 | 127 | 7F  | DEL   | ␡  | ^? | Delete                        | Изтриване                       | |

1. Изобразимо Представяне, Unicode глифите представящи контролните символи когато е необходимо те да се отпечатат или изобразят вместо да се използват по предназначение. Понякога вместо това се използва представянето с каретка съответстващо на начина на въвеждане.
2. Клавишна Комбинация, стандартната клавишна комбинация използвана за въвеждане на контролните символи. Каретката (^) представя клавиша Control (Ctrl) който трябва да се задържи докато се натиска следващия клавиш от комбинацията.
3. Символите Backspace, Delete, Escape и Carriage Return могат да бъдат въведени и чрез натискане на съответните клавиши – ← Backspace (или Bksp, ←), Delete (Del), Escape (или Esc), Carriage Return (или Return, Ret, Enter, ↵)
4. Някои системи превеждат символът Delete в Backspace. В тези случаи Delete може да се въведе и чрез клавиша или клавишните комбинации за Backspace.

## ASCII печатаеми символи
След първите 32 контролни знаци в ASCII таблицата са вкарани 95 печатаеми или входни знаци. Това са текстови символи представени чрез числа: 26 малки английски букви, 26 големи английски букви, 10 цифри, 32 препинателни знаци и 1 интервал. Тоест в ASCII таблицата са вкарани всички символи, които трябва да бъдат изобразявани, за да може един текст да бъде прочетен, затова и те се наричат печатаеми символи.

Кодът 20hex, „space“ клавишът обозначава интервал между думите. Интервалът се счита за невидим символ и затова се причислява към печатаемите знаци, а не към контролните.

| Binary   | Oct | Dec | Hex | Glyph   |
| -------- | --- | --- | --- | ------- |
| 010 0000 | 040 | 32  | 20  | (space) |
| 010 0001 | 041 | 33  | 21  | !       |
| 010 0010 | 042 | 34  | 22  | „       |
| 010 0011 | 043 | 35  | 23  | #       |
| 010 0100 | 044 | 36  | 24  | $       |
| 010 0101 | 045 | 37  | 25  | %       |
| 010 0110 | 046 | 38  | 26  | &       |
| 010 0111 | 047 | 39  | 27  | '       |
| 010 1000 | 050 | 40  | 28  | (       |
| 010 1001 | 051 | 41  | 29  | )       |
| 010 1010 | 052 | 42  | 2A  | *       |
| 010 1011 | 053 | 43  | 2B  | +       |
| 010 1100 | 054 | 44  | 2C  | ,       |
| 010 1101 | 055 | 45  | 2D  | -       |
| 010 1110 | 056 | 46  | 2E  | .       |
| 010 1111 | 057 | 47  | 2F  | /       |
| 011 0000 | 060 | 48  | 30  | 0       |
| 011 0001 | 061 | 49  | 31  | 1       |
| 011 0010 | 062 | 50  | 32  | 2       |
| 011 0011 | 063 | 51  | 33  | 3       |
| 011 0100 | 064 | 52  | 34  | 4       |
| 011 0101 | 065 | 53  | 35  | 5       |
| 011 0110 | 066 | 54  | 36  | 6       |
| 011 0111 | 067 | 55  | 37  | 7       |
| 011 1000 | 070 | 56  | 38  | 8       |
| 011 1001 | 071 | 57  | 39  | 9       |
| 011 1010 | 072 | 58  | 3A  | :       |
| 011 1011 | 073 | 59  | 3B  | ;       |
| 011 1100 | 074 | 60  | 3C  | <       |
| 011 1101 | 075 | 61  | 3D  | =       |
| 011 1110 | 076 | 62  | 3E  | >       |
| 011 1111 | 077 | 63  | 3F  | ?       |

| Binary   | Oct | Dec | Hex | Glyph |
| -------- | --- | --- | --- | ----- |
| 100 0000 | 100 | 64  | 40  | @     |
| 100 0001 | 101 | 65  | 41  | A     |
| 100 0010 | 102 | 66  | 42  | B     |
| 100 0011 | 103 | 67  | 43  | C     |
| 100 0100 | 104 | 68  | 44  | D     |
| 100 0101 | 105 | 69  | 45  | E     |
| 100 0110 | 106 | 70  | 46  | F     |
| 100 0111 | 107 | 71  | 47  | G     |
| 100 1000 | 110 | 72  | 48  | H     |
| 100 1001 | 111 | 73  | 49  | I     |
| 100 1010 | 112 | 74  | 4A  | J     |
| 100 1011 | 113 | 75  | 4B  | K     |
| 100 1100 | 114 | 76  | 4C  | L     |
| 100 1101 | 115 | 77  | 4D  | M     |
| 100 1110 | 116 | 78  | 4E  | N     |
| 100 1111 | 117 | 79  | 4F  | O     |
| 101 0000 | 120 | 80  | 50  | P     |
| 101 0001 | 121 | 81  | 51  | Q     |
| 101 0010 | 122 | 82  | 52  | R     |
| 101 0011 | 123 | 83  | 53  | S     |
| 101 0100 | 124 | 84  | 54  | T     |
| 101 0101 | 125 | 85  | 55  | U     |
| 101 0110 | 126 | 86  | 56  | V     |
| 101 0111 | 127 | 87  | 57  | W     |
| 101 1000 | 130 | 88  | 58  | X     |
| 101 1001 | 131 | 89  | 59  | Y     |
| 101 1010 | 132 | 90  | 5A  | Z     |
| 101 1011 | 133 | 91  | 5B  | [     |
| 101 1100 | 134 | 92  | 5C  | \     |
| 101 1101 | 135 | 93  | 5D  | ]     |
| 101 1110 | 136 | 94  | 5E  | ^     |
| 101 1111 | 137 | 95  | 5F  | _     |

| Binary   | Oct | Dec | Hex | Glyph |
| -------- | --- | --- | --- | ----- |
| 110 0000 | 140 | 96  | 60  | `     |
| 110 0001 | 141 | 97  | 61  | a     |
| 110 0010 | 142 | 98  | 62  | b     |
| 110 0011 | 143 | 99  | 63  | c     |
| 110 0100 | 144 | 100 | 64  | d     |
| 110 0101 | 145 | 101 | 65  | e     |
| 110 0110 | 146 | 102 | 66  | f     |
| 110 0111 | 147 | 103 | 67  | g     |
| 110 1000 | 150 | 104 | 68  | h     |
| 110 1001 | 151 | 105 | 69  | i     |
| 110 1010 | 152 | 106 | 6A  | j     |
| 110 1011 | 153 | 107 | 6B  | k     |
| 110 1100 | 154 | 108 | 6C  | l     |
| 110 1101 | 155 | 109 | 6D  | m     |
| 110 1110 | 156 | 110 | 6E  | n     |
| 110 1111 | 157 | 111 | 6F  | o     |
| 111 0000 | 160 | 112 | 70  | p     |
| 111 0001 | 161 | 113 | 71  | q     |
| 111 0010 | 162 | 114 | 72  | r     |
| 111 0011 | 163 | 115 | 73  | s     |
| 111 0100 | 164 | 116 | 74  | t     |
| 111 0101 | 165 | 117 | 75  | u     |
| 111 0110 | 166 | 118 | 76  | v     |
| 111 0111 | 167 | 119 | 77  | w     |
| 111 1000 | 170 | 120 | 78  | x     |
| 111 1001 | 171 | 121 | 79  | y     |
| 111 1010 | 172 | 122 | 7A  | z     |
| 111 1011 | 173 | 123 | 7B  | {     |
| 111 1100 | 174 | 124 | 7C  | \|    |
| 111 1101 | 175 | 125 | 7D  | }     |
| 111 1110 | 176 | 126 | 7E  | ~     |

## Вариации
Тъй като компютърните технологии се разпространяват из целия свят, различни стандарти и корпорации разработват различни вариации на ASCII. Целта им е да допълнят липсващите не-английски символи в останалите езици базирани на латинската азбука. Този тип вариации се нарича ASCII разширения, въпреки че често този термин се използва за всички варианти, включително и тези които не запазват ASCII символите в 7 битовия обхват. Обратното също се наблюдава – ASCII разширенията биват погрешно наричани ASCII.
Много страни са разработили собствени варианти на ASCII, за да включат букви, които не се използват в английския език (напр. é, ñ, ß, Ł), символи за валута (напр. £, ¥), и др.

### 7-битови
От зората на разработката си, ASCII е планиран да бъде един от няколко варианта на символно кодиране за англоговорещите страни, включени в международния стандарт. Този стандарт е публикуван под името ISO/IEC 646 през 1972 г. В него общо използваните символи винаги стоят на една и съща позиция, докато останалите се променят за нуждите на определена дейност или етническа група.
През 4-те години между публикацията на ASCII-1963 и приемането на международен стандарт ISO през 1967, ASCII се утвърждава дотолкова, че на практика се приема за световния стандарт. Останалите страни я приемат за основна и я променят според своите нужди, което неминуемо довежда до обърквания и несъвместимости.
ISO/IEC 646, подобно на ASCII, е 7 битово символно кодиране. Той не е допускал включването на допълнителни кодове, така че в различните страни са се използвали различни символи за един и същ код. Специални кодове са били дефинирани, които да указват за чия нужда е предназначен даден текст. Често обаче тези указващи кодове не са били използвани, което в определени ситуации е довеждало до грешно интерпретирани кодове и съответно, грешно изписани символи.
В ASCII, различните видове скоби са били означени като символи разрешени за промяна. За нуждите на езици като немски, френски, шведски и други, в които се използват букви с ударение, символите със скоби са били заместени със символи за букви. Това засегнало особено програмистите, които използвайки различен от американския вариант на ISO/IEC 646, получавали трудно четим код:
ä aÄiÜ = 'Ön'; ü
вместо правилния:
{ a[i] = '\n'; }
C trigraph е бил създаден за да реши този проблем при езика C (ANSI C). Късното му представяне обаче го обричат на ограничена употреба. Много програмисти по това време вече са били свикнали компютърът им да използва US-ASCII и неудобството понякога да виждат скоби в средата на думите. Използването на US-ASCII от шведи, например ги е принуждавало да заместват ударените букви, със скобата съответстваща на същия код: Тоест трябвало е да напишат „N{ jag har sm|rg}sar.“, за да може отсрещната страна, която използва шведски стандарт да види правилното „Nä jag har smörgåsar.“

### 8-битови
Скоро, след като 8, 16 и 32 битовите компютри започват да изместват 18 и 36 битовите, започва и използването на 8 бита за съхранение на символ в паметта. Допълнителния бит позволява двойно да се увеличат ASCII кодовете, като оригиналния ASCII се запази в позиции от 0 до 127. За допълнителните символи са предвидени местата от 128 до 255.
Повечето ранни компютърни системи използват собствени версии на 8 битовата подредба, обикновено съдържащи символи за чертане на различни видове линии или за изобразяване на елементи в игрите. Някои дори подменят дори и контролните символи от 0 до 31.
Kaypro CP/M компютрите използват „горните“ 128 символа за гръцката азбука.
IBM-ските компютри дефинират code page 437, която подменя контролните символи с графични (напр. усмихнато лице) и добавя още 128 графични символи в разширените позиции.
Digital Equipment Corporation разработва Multinational Character Set (DEC-MCS) – първото разширение на ASCII фокусирано върху многоезичната поддръжка, вместо върху символите за рисуване или чертане.
Компанията Макинтош с техния Mac OS Roman, както и разработчиците на Postscript, също дефинират подредби акцентиращи върху чуждоезичните букви и печатарските символи, вместо върху символите с графични елементи.
В крайна сметка стандарта ISO/IEC 8859 (водещ началото си от DEC-MCS) става шаблона, който останалите системи започват да копират (но отново включват по някоя и друга промяна). На този стандарт се базира и известното разширение на Майкрософт – Windows-1252, което добавя печатарските пунктуационни знаци, необходими при принтиране на текст. ISO-8859-1, Windows-1252, и оригиналния 7 битов ASCII са били най-разпространените символни кодировки до 2008 г., когато UTF-8 става най-използваната.
ISO/IEC 4873 включва 32 допълнителни контролни символа на позиции от 128 до 159, като необходимост за разширяването на 7 битовото ASCII в 8 битово.

### Уникод
Unicode и ISO/IEC 10646 Universal Character Set (UCS) разполагат с много по-голям набор от символи, и техните различни форми са започнали да изместват ISO/IEC 8859 и ASCII в много и различни разработки. В Уникод и UCS липсва ограничението на ASCII от 128 символа. При тях, всеки от символите се идентифицира с уникално естествено число наречено code point, а броят им се ограничава единствено от използвания начин на представяне: чрез 8, 16 или 32 бита (съответно наречени UTF-8, UTF-16 и UTF-32).
За да се постигне обратна съвместимост, 256-те символа от ISO-8859-1 (Latin 1) и в частност 128-те символа от ASCII заемат едни и същи позиции в Unicode/UCS таблицата. По този начин ASCII може да се приеме като 7 битово представяне на много малка част от целия Unicode/UCS, а освен това, (когато е предшестван от 0 като 8-и бит) за ASCII може да се каже, че е валиден UTF-8.

## Подредба на символите
ASCII таблицата е подредена в свой собствен ред, наричан „ASCIIbetical order“. Сравнението на данни се извършва по този начин, за разлика от традиционната азбучна подредба. Главните разнородности в ASCII подредбата са:
- Всички главни букви са разположени преди малките. (Напр. „Z“ е преди „а“)
- Цифрите и много пунктуационни знаци са разположени преди буквите.
- Цифрите са сортирани като низове (Напр. „10“ предходжа „2“)

Такова сортиране може да бъде избегнато чрез т.нар. „запълване с нули“ (Напр. „02“ ще идва преди „10“)